# Hontanaya
Hontanaya ist eine Gemeinde (Municipio) und ein Dorf mit 257 Einwohnern (Stand: 2024) in der Provinz Cuenca in der Autonomen Region Kastilien-La Mancha. 

## Lage
Hontanaya liegt etwa 80 Kilometer westsüdwestlich von Cuenca in einer Höhe von ca. 805 m.

## Bevölkerungsentwicklung
| 1970 | 1981 | 1991 | 2001 | 2011 | 2021 |
| ---- | ---- | ---- | ---- | ---- | ---- |
| 828  | 710  | 572  | 408  | 353  | 257  |

## Sehenswürdigkeiten

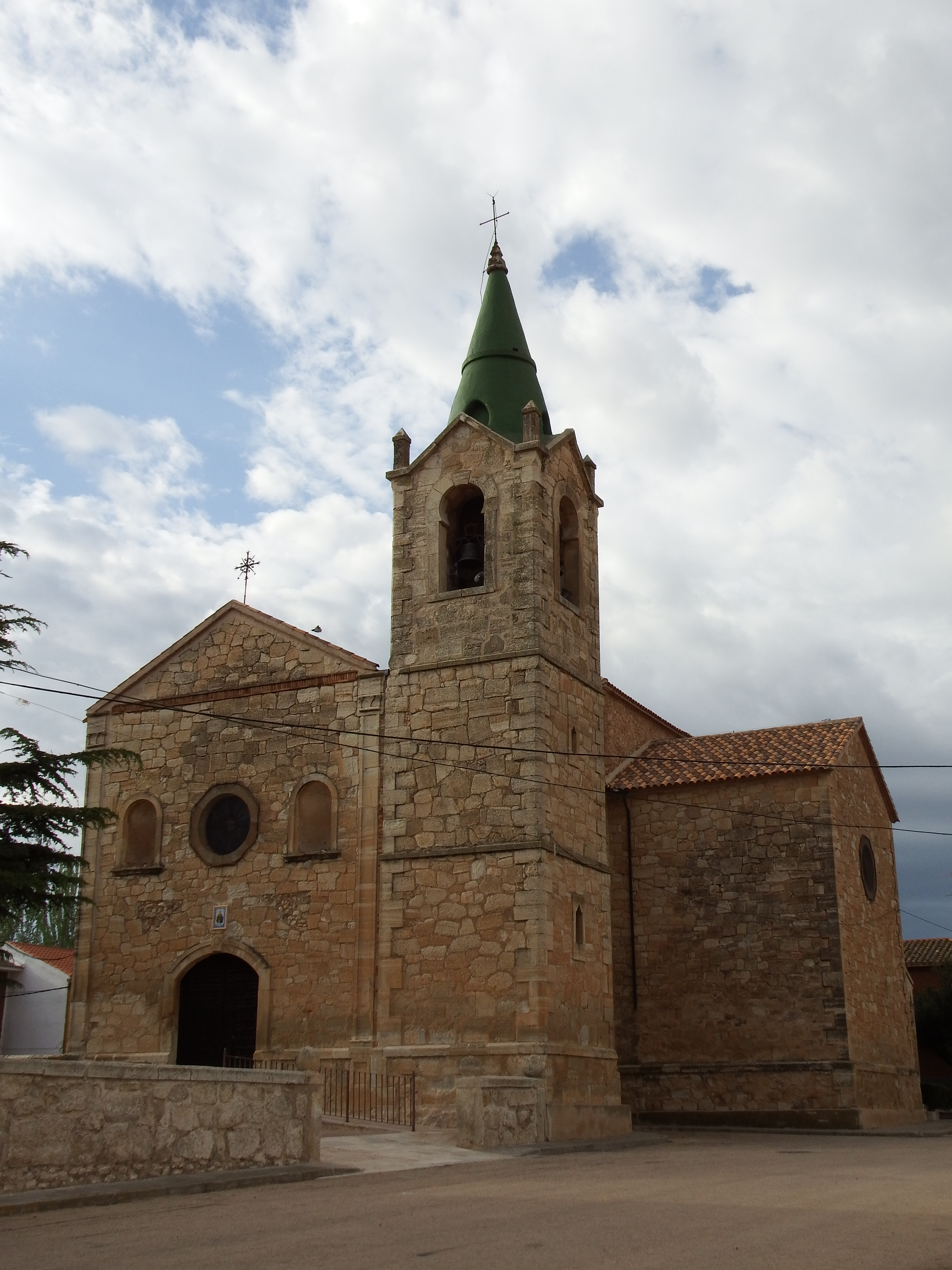
Peterskirche
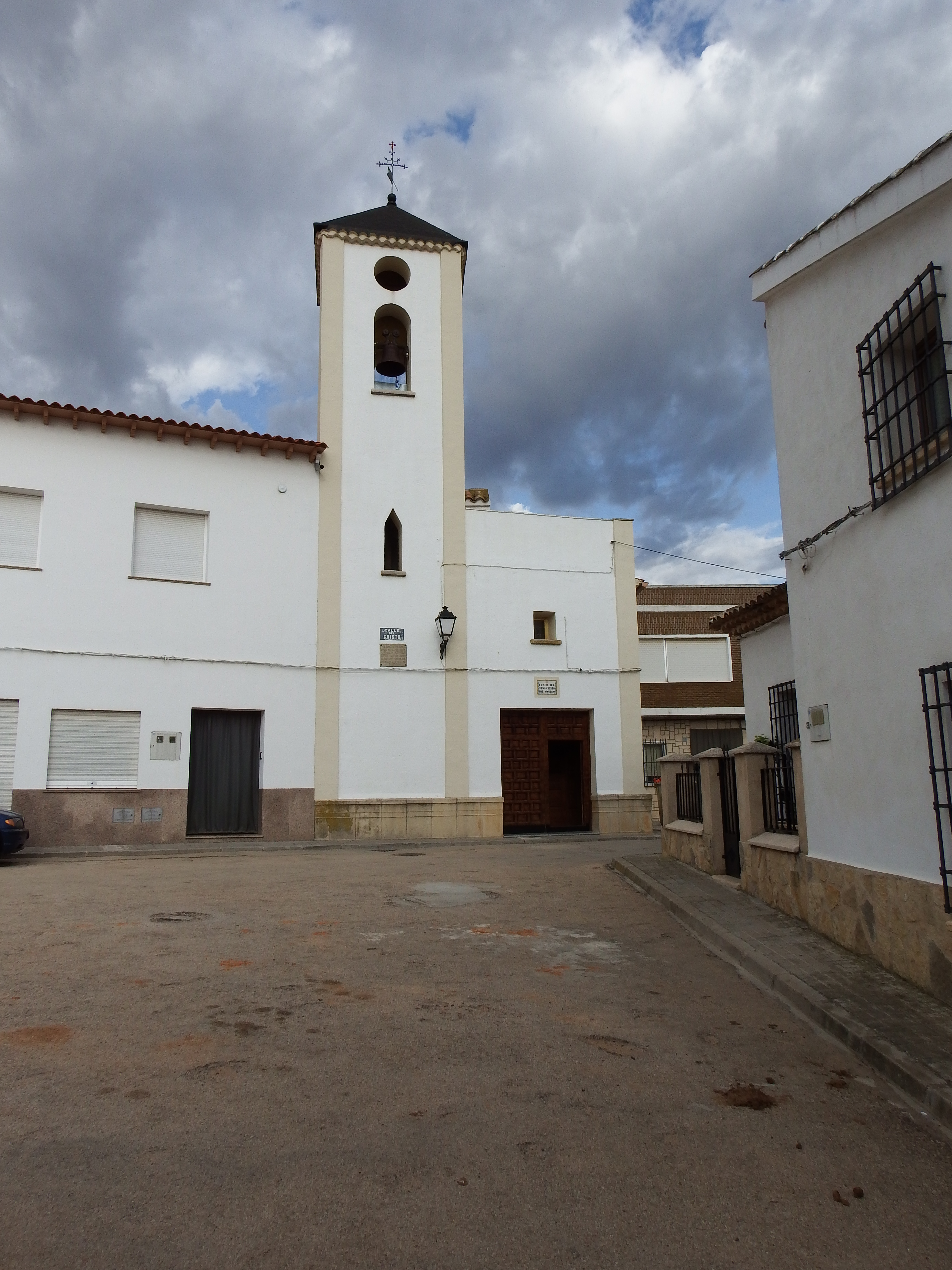
Kapelle
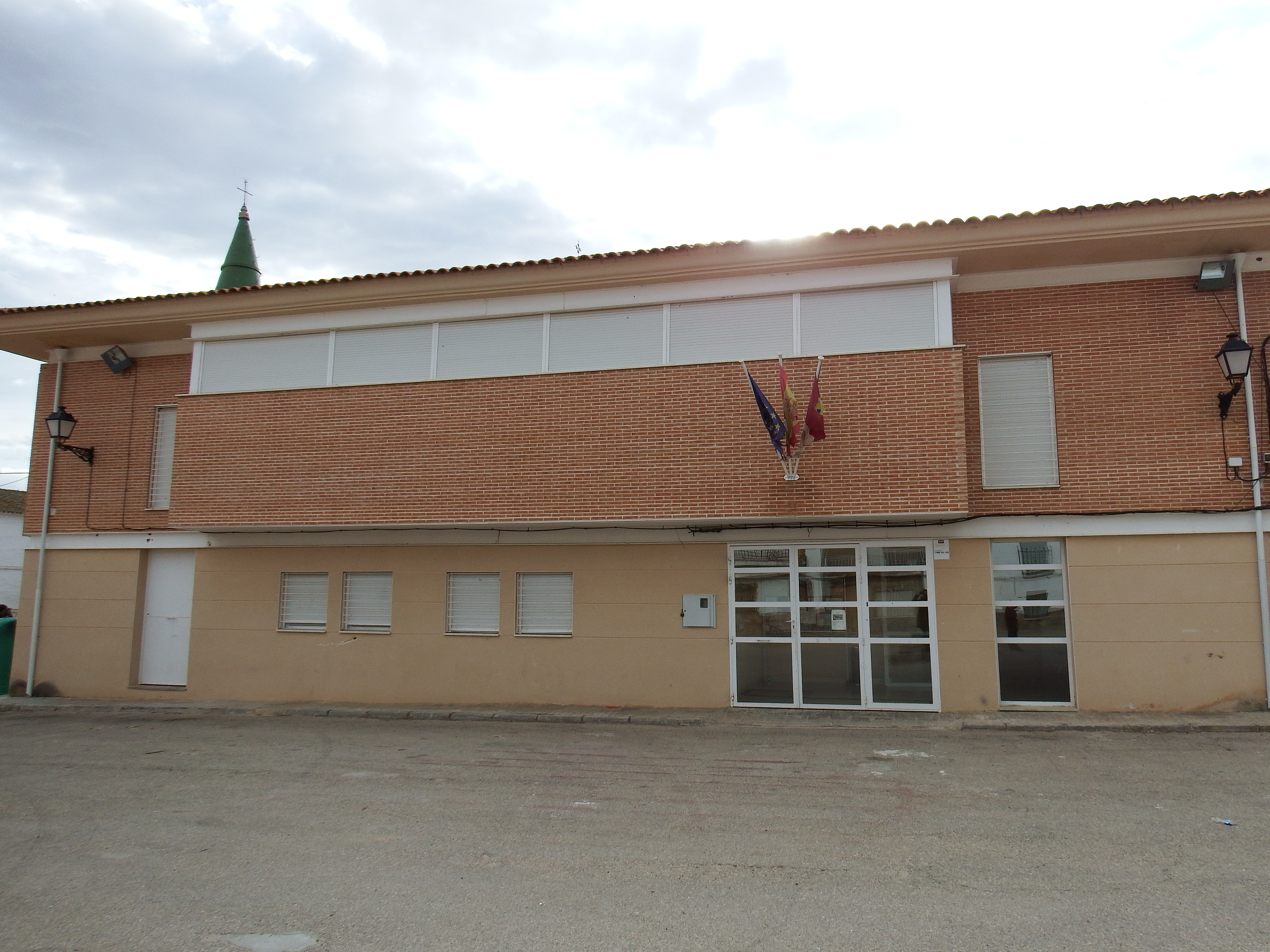
Rathaus

- Peterskirche
- Kapelle
- Rathaus